# Teófanes el Confesor
Teófanes (en griego medieval Θεοφάνης) (758-Samotracia, 817), llamado el Confesor, el Cronógrafo o el Isauro, fue un aristócrata bizantino que, tras un breve matrimonio, abandonó sus privilegios para hacerse monje y asceta. 
Tomó partido contra los iconoclastas y fue por ello encarcelado en una prisión del Bósforo y posteriormente debió exilarse por orden de León V el Armenio. Teófanes es famoso por haber escrito una Crónica que continúa la de Jorge Sincelo, en la que narra la historia del Imperio romano desde Diocleciano hasta Miguel I Rangabé. Se le venera como santo.